# Teura Iriti
Teura Iriti, née le 7 janvier 1965 à Papeete, est une femme politique française de Polynésie, membre du Tahoera'a Huiraatira, élue des îles du Vent.

## Biographie
Teura Iriti préside la fédération orange d'Arue depuis 2003. En 1984, le bac en poche, Teura Iriti passe un concours d’auxiliaire sociale à la CPS. Elle y travaille pendant deux ans, avant de passer un nouveau concours dans l’administration du Pays. Elle débute comme secrétaire au service de l’artisanat, pour y finir chef de service en 1996. 
Teura Iriti siège quatre ans au CESC. Et c’est en 2003 que le président du Tahoeraa Huiraatira fait appel à elle. Un an plus tard, elle obtient pour la première fois un siège à l’assemblée. Élue sans discontinuer depuis, elle est aujourd’hui présidente du groupe Tahoeraa à l’assemblée.
Première vice-présidente du parti orange depuis 2010, Teura Iriti est ministre de la Solidarité pendant un an. Elle est candidate tête de liste de son parti aux sénatoriales de septembre 2014 et est élue sénatrice au 1er tour avec 411 voix. Elle devient ainsi la première femme sénatrice de Polynésie française. Son élection est invalidée le 6 février 2015 par le Conseil constitutionnel.
Candidate aux élections législatives de 2017 dans le deuxième circonscription, Teura Iriti arrive deuxième au premier tour le 3 juin, treize points derrière Nicole Sanquer, candidate de Tapura Huiraatira.
Teura Iriti est élue présidente déléguée du parti Tahoeraa Huiraatira le 6 juin 2017.
Teura Iriti rejoint le groupe Présidentielle Tapura Huiraatira à l'Assemblée de la Polynésie française